# Горбань темний
Горбань темний, або мелакопія темна (Sciaena umbra) — риба родини горбаневих (Sciaenidae).

## Розповсюдження
Розповсюджений вздовж атлантичного узбережжя Європи і Північної Африки, також у внутрішніх морях, від Середземного до Азовського. В Україні відзначений в Чорному морі, зокрема у північно-західній його частині, біля Кара-Дагу, в районі Керченської протоки, та у південно-західній ділянці Азовського моря.

## Будова
Найбільша довжина тіла 70 см, у Чорному морі зазвичай від 21 до 35 см. Вага до 4 кг. Тіло помірно довгасте, відносно високе, стиснуте з боків. Луска на тілі — невелика, шорстка, а на голові — гладка і округла. Передня частина спинного плавця коротша за задню в 1,7 раза. Хвостовий  плавець усічений або трохи закруглений по задньому краю. Бічна лінія повна, дугою підіймається вгору до верхньозаднього краю зябрової кришки і поступово стає горизонтальною у бік хвостового плавця. Рот невеликий, кінцевий, нижній, з висувною верхньою щелепою, озброєною вузькою смужкою дрібних притуплених зубів. На нижній щелепі наявна смужка гостріших зубів. Самці й самиці зовні однакові. Забарвлення спини темно-синє з фіолетовим чи золотистим відтінком, боки золотисті з мідним виблиском, черево сріблясто-біле.

## Спосіб життя

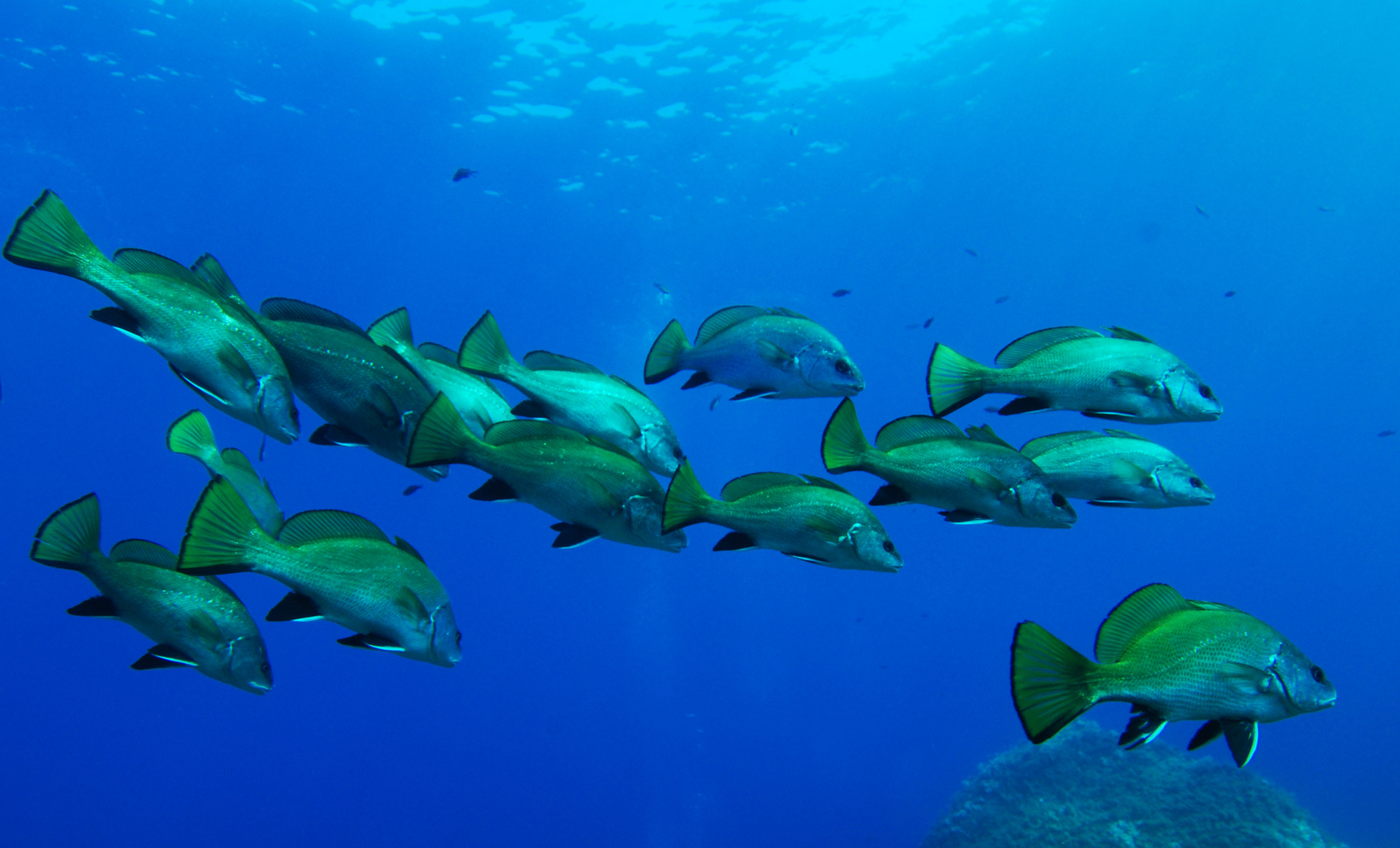
Зграя горбанів

Морська риба. Зустрічається на глибинах 20 — 180 м. Тримається зазвичай у потайних місцях, біля крутих скельних берегів, вертикальних скель і молів, рідше над піщаним, черепашковим і мулистим дном. Мігрує мало. Тримається зграями по 5-8 особин, іноді поодиноко. Найактивніший вночі. Біля берегів Криму відомий з травня по грудень, частіший у липні-серпні. Середні розміри й маса тіла плідників біля Кара-Дагу коливаються в межах 14,3-20,5 см і 116—292 г, вік від 2 до 6 років при переважанні 3-річних особин. Плодючість у самиць завдовжки 26-47 см становить від 6,2 до 514 тисяч ікринок. Розмноження відбувається у водах з помірною солоністю поза межами опріснення з першої половини червня по вересень, особливо інтенсивно у липні при температурі води 20-25°С. Нерест порційний, проходить у присмеркові години на відстані близько 2 км від берега. Личинки з'являються з ікри приблизно через добу, які живляться вмістом жовткового мішка. Приблизно на четверту добу личинки переходять на живлення зовнішнім кормом. Молодь тримається зграйками поблизу берегів, може заходити у затоки та гирла річок, живиться дрібними організмами. Дорослі особини живляться бентосними організмами (краби, креветки) або рибою (ставрида, атерина, шпрот та хамса).

## Значення
Має другорядне промислове значення. Реалізується у свіжому, частково у засоленому вигляді, також для виготовлення консервів. Об'єкт підводного полювання. Вид занесений до Червоної книги України.

## Виноски
1. ↑  Chao, L. (2020). Sciaena umbra. IUCN Red List of Threatened Species (англ.). 2020: e.T198707A130230194. doi:10.2305/IUCN.UK.2020-2.RLTS.T198707A130230194.en. Процитовано 31 липня 2025.
2. ↑  Куцоконь Ю., Квач Ю. Українські назви міног і риб  фауни України для наукового вжитку // Біологічні студії. — 2012. — Т. 6, №2. — С. 199—220. Архів оригіналу за 23 червня 2013.
3. ↑  Про затвердження переліків видів тварин, що заносяться до Червоної книги України. Архів оригіналу за 3 березня 2022. Процитовано 4 травня 2011.

.